# Ontem não Te Vi em Babilónia
Ontem Não Te Vi Em Babilónia é um livro do escritor português António Lobo Antunes, publicado em 2006, pela Dom Quixote.